# Reordenamiento cromosómico

Cariograma esquemático, con bandas y subbandas anotadas como se utiliza en el Sistema Internacional de Nomenclatura Citogenómica Humana de reordenamientos cromosómicos. Muestra 22 pares de cromosomas autosómicos homólogos, tanto la versión femenina (XX) como la masculina (XY) de los dos cromosomas sexuales, así como el genoma mitocondrial (en la parte inferior izquierda).

Un reordenamiento cromosómico es una anomalía en la que se altera la estructura normal del cromosoma al tener lugar una ruptura. Este fenómeno denominado mutación cromosómica puede resultar en la pérdida de una parte del cromosoma, en su inserción en un cromosoma diferente o bien en el mismo cromosoma de manera invertida. 

## Características
Los cambios (mutación), en la ubicación de sectores del cromosoma (mutación cromosómica), son los causantes de los fenómenos de duplicación cromosómica, deleción cromosómica, inversión cromosómica y translocación cromosómica. Generalmente, estos eventos ocurren por fallos en la reparación de las roturas de la doble hebra en el ADN, por lo que se produce un reagrupamiento de los extremos rotos, dando lugar a una nueva disposición de varios genes en forma simultánea, dentro del cromosoma.
Algunas regiones cromosómicas son más propensas a reordenarse que otras y han sido asociadas con enfermedades genéticas. 
Los errores se producen en la formación de las células germinales durante la meiosis (gametogénesis) o en las primeras divisiones del cigoto. 
En la gametogénesis la anomalía estará presente en todas las líneas celulares del individuo. Mientras que si se produce en el cigoto puede dar lugar a mosaicismo, coexistiendo por tanto poblaciones de células normales con otras que presentan mutaciones cromosómicas.

## Tipos de reordenamiento
Algunas regiones de los cromosomas son más propensas a la reorganización que otras y, son la fuente de enfermedades genéticas y cáncer. Esta inestabilidad se debe generalmente a la tendencia de estas regiones a desalinearse durante la reparación del ADN, que se ve aumentada por defectos en las proteínas de replicación de ADN.
La citología ha caracterizado numerosos reordenamientos de la estructura en los cromosomas, pero las inversiones y translocaciones son las más comunes.

### Inversiones
Algunas inversiones cromosómicas se asocian a enfermedades en humanos. 
El reordenamiento por inversión en la región distal del brazo largo del cromosoma X (humano), afecta al gen FVIII (factor ocho de la coagulación) provoca el 50% de los pacientes de Hemofilia A.

### Traslocaciones
Algunas translocaciones cromosómicas se asocian a enfermedades en humanos. 
La translocación del gen RET, se encuentra en el cromosoma 10 (humano), y  el reordenamiento de RET produce una tirosina quinasa que contribuye a la desdiferenciación celular en el cáncer de tiroides.